# Satyrus altaica
Satyrus altaica är en fjärilsart som beskrevs av Grum-grshimailo 1892/93. Satyrus altaica ingår i släktet Satyrus och familjen praktfjärilar. Inga underarter finns listade.